# Cathédrale de Kuopio
La cathédrale de Kuopio (en finnois Kuopion tuomiokirkko, en suédois Kuopio domkyrka) est la cathédrale évangélique-luthérienne de Kuopio en Finlande. Elle est le siège du Diocèse de Kuopio.

## Historique et architecture

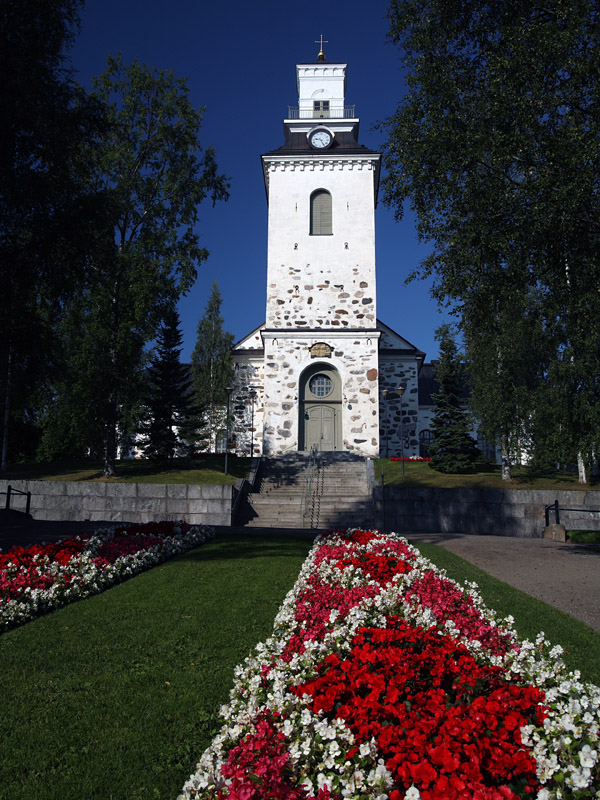
La cathédrale de Kuopio

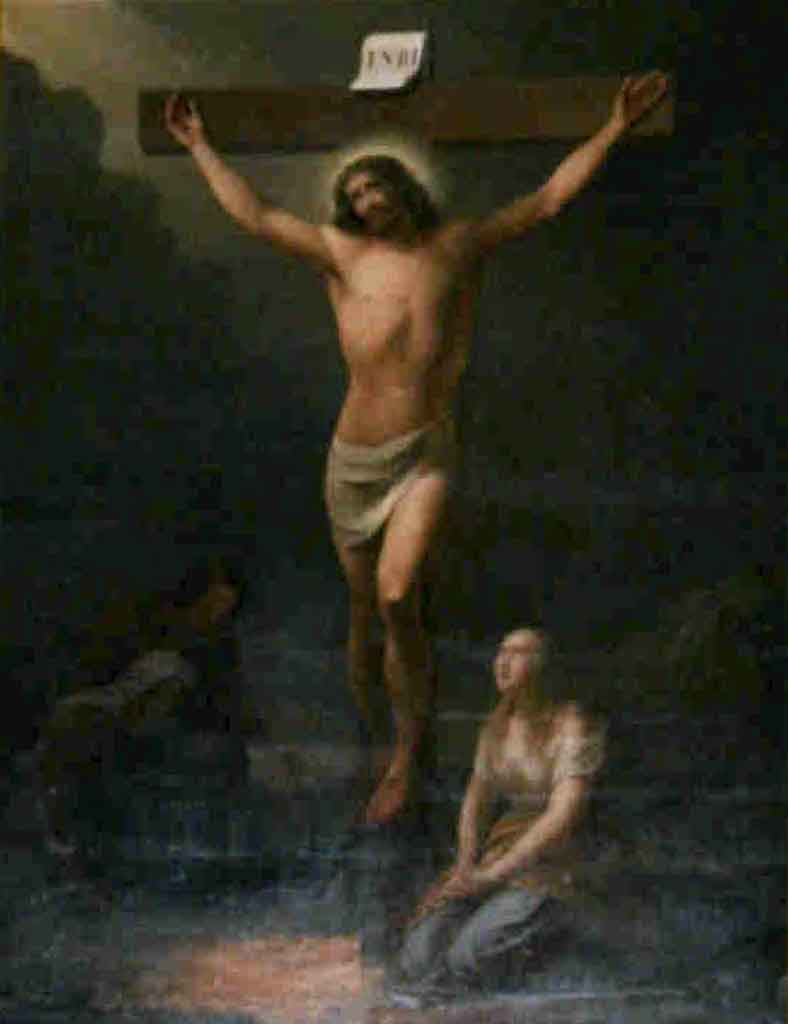
Retable Jésus sur la croix, de Berndt Godenhjelm, 1843.

Il s'agit d'une église en pierre construite sur la colline de Vahtivuori. 
Le bâtiment de style néoclassique est conçu par l'architecte Pehr Wilhelm Palmroth en 1795. Jacob Rijf en dirige la construction de 1806 à 1807. En 1808 la construction qui a atteint la hauteur de la corniche est interrompue par la Guerre de Finlande.
Les travaux de construction reprennent en 1812. Pehr Granstedt les dirige de 1813 à 1815.
La cathédrale est inaugurée le 7 avril 1816.
D'une superficie de 1 091 m2, elle offre 1400 sièges. 
La hauteur de l'église est de 35,5 m, soit 56,4 m au-dessus du Lac Kallavesi et une altitude de 138,2 m.
L'église a deux cloches datant de 1928 et de 1951.
Ses orgues principales à 52 jeux ont été construites en 1886 par la fabrique danoise Bruno Christensen & Sønner Orgelbyggeri.
Les orgues du chœur ont été fabriquées en 2003 par la fabrique d'orgues suédoise Robert Gustavsson Orgelbyggeri AB. 
Le retable peint en 1843 à Saint-Pétersbourg par Berndt Abraham Godenhjelm a été offert cette même année à la cathédrale par le pasteur et docteur en théologie Matthias Ingman. 
La revue Saimaa éditée par Johan Vilhelm Snellman fait paraitre à l'époque une rare évaluation du retable. 
On y écrit que le retable est comme en relief et rappelle une sculpture, ce qui en réduit la puissance d'expression, mais qu'il est très beau et fait probablement partie des plus beaux retables nordiques.
Les tableaux des évangélistes peints par Urho Lehtinen couvrent le mur du fond.
La direction des musées de Finlande a classé la cathédrale et son paysage culturel dans les sites culturels construits d'intérêt national.

## Aspects religieux
Cette cathédrale est le siège du Diocèse de Kuopio. 